# Будинок на вулиці Вірменській, 6 (Львів)
Будинок на вулиці Вірменській, 6 (також кам'яниця Деркасповичівська; конскрипційний № 71) — житловий будинок XVII століття, пам'ятка архітектури національного значення (охоронний № 1252). Розташований в історичному центрі Львова, на вулиці Вірменській.

## Історія
Будинок був зведений у XVII столітті і в 1630—1767 роках мав назву кам'яниця Деркасповичівська. Протягом свого існування зазнав низки перебудов, сучасного вигляду набрав на початку XIX століття, а 1909 року архітектор Н. Орлеан, з метою пристосування першого поверху під магазин, дещо перебудував фасад.
За даними адресних книг будинком у 1871 році володів Арон Шварц, у 1889 році — Маркус Шварц, у 1916 році — Франц Подулька, у 1934 році — Бернард Раппапорт.

## Опис
Триповерховий (первісно двоповерховий, третій поверх добудований у 1923 році) цегляний будинок розташований на вузькій, витягненій в глибину ділянці, має невелике подвір'я-колодязь. Фасад тривіконний, тинькований, асиметричний, декорований у стилі неоренесансу, з лівого краю підпертий контрфорсом, увінчаний ліпним декоративним фризом. Вікна прямокутні, на першому поверсі — без декору, на другому і третьому — прикрашені прямими сандриками та ліпними пілястрами коринфського ордеру. Під вікнами другого поверху — ліпні підвіконні тафлі з геометрично-рослинним орнаментом. У підвалах та на першому поверсі збереглися циліндричні склепіння. Дещо псує стилістику фасаду червона вітрина сувенірної крамниці ліворуч від центральної осі.

## Галерея

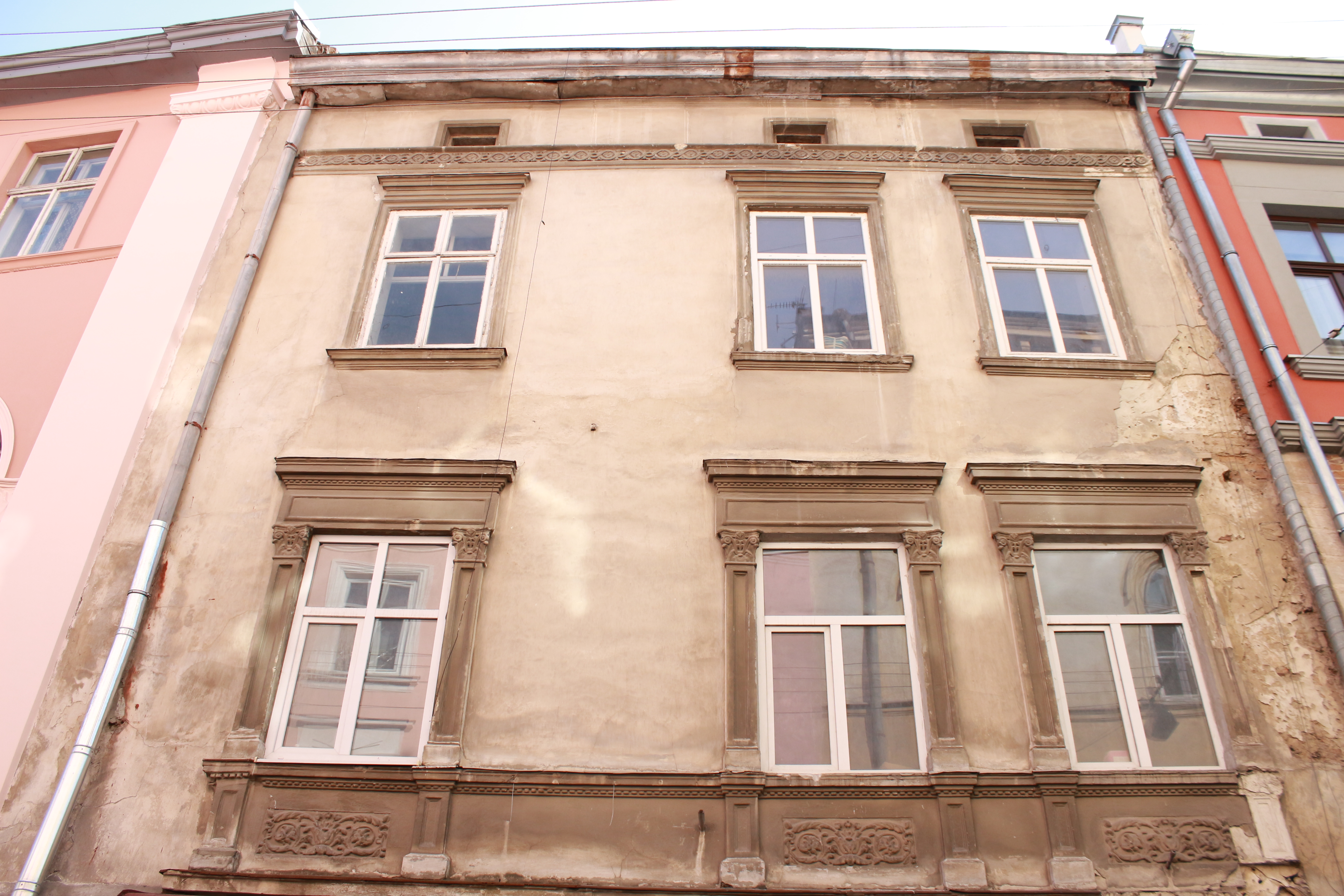
Вікна другого і третього поверхів
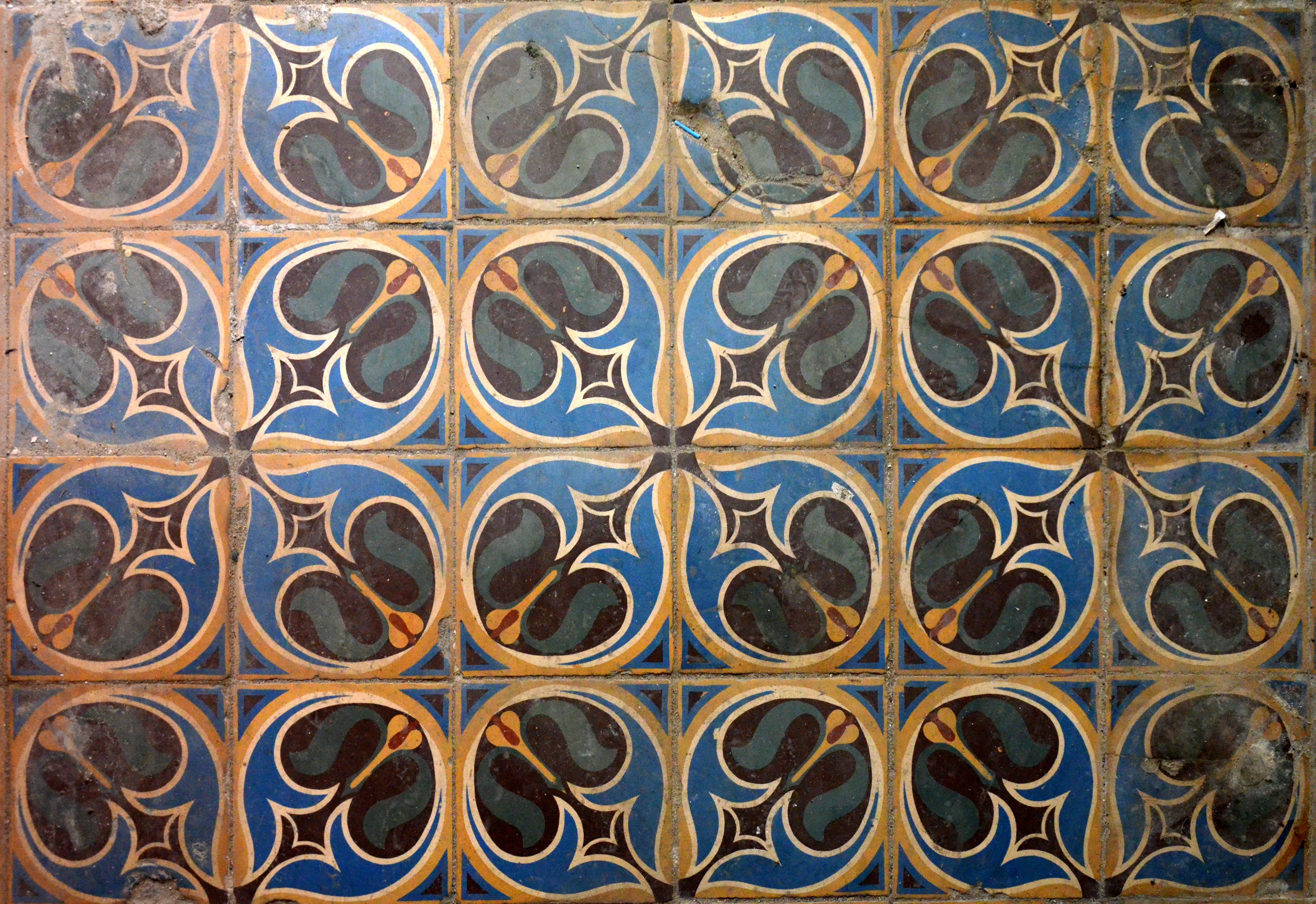
Декоративна плитка
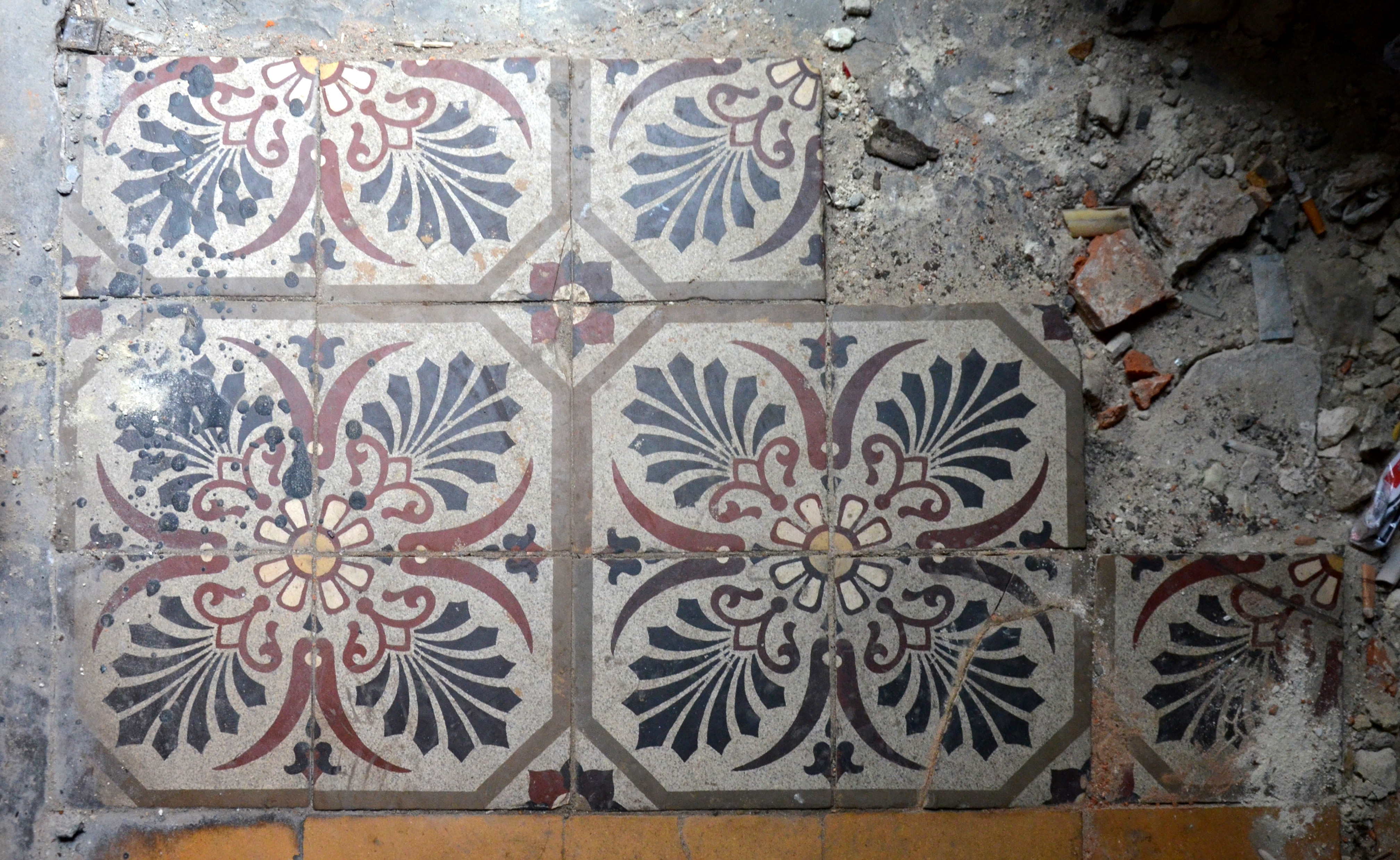
Плитка підлоги